# Dolní Černůtky
Dolní Černůtky jsou malá vesnice, část obce Jeřice v okrese Jičín. Nachází se asi dva kilometry jihovýchodně od Jeřic. Dolní Černůtky jsou také název katastrálního území o rozloze 1,9 km².

## Symboly
Dolní Černůtky nemají dle zákona, jako část obce Jeřice, nárok na znak a vlajku.

### Vlajka
Přestože nemají nárok na vlajku, nechaly si Dolní Černůtky v Národním registru vlajek a praporů (ten registruje vlajky, které nejsou stanoveny na základě zákonů České republiky) registrovat vlastní vlajku. Ta byla registrována 9. září 2023 pod číslem 0068-C.
Vlajka je tvořena listem o poměru stran 2:3 se třemi svislými pruhy v poměru šířek 6:1:5 – zeleným, pětkrát lomeným žlutým a červeným pilovitým. Vrcholy lomeného pruhu dosahují do ⅚ délky listu. V zeleném pruhu bílý kalich.

## Geografie
Vesnice stojí ve Východolabské tabuli. Severně od vesnice protéká řeka Bytřice, jejíž tok zde je součástí přírodní památky Bystřice. Jižně od vesnice se nachází přírodní památka Nad Blatinou.